# 陳田文
陳田文（1958年10月7日—），生於台灣台北市，企業家與銀行家，創辦群益證券。出身高雄陳家，為陳啟清幼子。

## 生平
其父陳啟清，陳田文在家中排行第九。
留學美國，取得美國南加州大學金融財務學士、企業管理碩士。曾任大通銀行業務部經理。
1988年，創辦群益證券。逐步擴展為群益集團。
2011年，退休，卸任群益證券董事長，由劉敬村接任董事長。

## 家庭
其妻林碧蕙，為宏泰集團林堉璘之女。